# Quarentena (filme)
Quarantine (bra/prt: Quarentena) é um filme americano de 2009, dos gêneros terror e suspense, dirigido por John Erick Dowdle.
Trata-se de um remake do filme espanhol REC (2007)

## Sinopse
Uma repórter de TV chamada Angela Vidal (Jennifer Carpenter) e seu cameraman (Steve Harris) são designados para passar a noite na central do corpo de bombeiros de Los Angeles. Após uma chamada de emergência, eles vão para um prédio suburbano. Logo descobrem que uma senhora do prédio foi infectada por algum vírus desconhecido. Quando outros moradores começam a sofrer ataques, o pânico é instaurado. A polícia interdita o edifício - mesmo sabendo que ainda há pessoas lá. 

## Elenco
- Jennifer Carpenter … Angela Vidal
- Steve Harris … Scott Percival Lowell
- Jay Hernandez … Jake
- Johnathon Schaech … George Fletcher
- Columbus Short … Danny Wilensky
- Andrew Fiscella … James McCreedy
- Rade Šerbedžij... Yuri Guilem
- Marin Hinkle... Kate
- Joey King... Breeana
- Greg Germann... Lawrence
- Denis O'Hare... Randy
- Dania Ramirez... Sadie